# Саалова, Кристина
Кристина Саалова (словац. Kristína Saalová; род. 20 мая 1991, Банска-Бистрица) — словацкая горнолыжница, участница зимних Олимпийских игр 2014 года.

## Спортивная биография
На соревнованиях под эгидой FIS Кристина начала выступать с 2007 года. Довольно часто Саалова попадала в десятку в гонках FIS, Ситизен и национальных чемпионатах, а несколько раз словацкая спортсменка попадала в тройку призёров на этих соревнованиях. С 2009 года Кристина стала принимать участия в соревнованиях Кубка Европы, но набрать зачётные очки спортсменке не удалось. В 2013 году Кристина приняла участие в зимней Универсиаде, но ни разу завершить дистанцию словацкой спортсменке не удалось. На этапах Кубка мира Саалова выступила лишь однажды. 11 марта 2011 года Кристина приняла участие в этапе, проходившем в чешском городе Шпиндлерув-Млин. Саалова выступила в супергиганте, но ей совсем немного не хватило, чтобы квалифицироваться во вторую попытку. На чемпионатах мира лучшим результатом в карьере Кристины является 36-е место в супергиганте на мировом первенстве 2011 года.
В 2014 году Кристина Саалова дебютировала на зимних Олимпийских играх. В скоростном спуске словацкая горнолыжница показала 31-е время, отстав от победительницы словенки Тины Мазе чуть более, чем на 4 секунды. В суперкомбинации, супергиганте и гигантском слаломе словацкая спортсменка не смогла завершить гонку.
Чемпионка Польши в слаломе (2021), серебряный призёр чемпионата Словакии в гигантском слаломе (2022) и суперкомбинации (2012), чемпионата Чехии в суперкомбинации (2011), супергиганте (2011) и гигантском слаломе (2009), бронзовый призёр чемпионата Словакии в слаломе (2020), чемпионата Сербии в слаломе (2014), чемпионата Чехии в гигантском слаломе (2013).

## Результаты

### Олимпийские игры
| Олимпийские игры | Скоростной спуск | Супергигант | Гигантский слалом | Слалом | Комбинация |
| ---------------- | ---------------- | ----------- | ----------------- | ------ | ---------- |
| Сочи 2014        | 31               | DNF1        | DNF1              | —      | DNF2       |

### Чемпионат мира
| Чемпионат мира           | Скоростной спуск | Супергигант | Гигантский слалом | Слалом | Комбинация |
| ------------------------ | ---------------- | ----------- | ----------------- | ------ | ---------- |
| Гармиш-Партенкирхен 2011 | —                | —           | 36                | DNF1   | —          |
| Шладминг 2013            | —                | DNS1        | —                 | —      | —          |

## Личная жизнь
- Окончила спортивную гимназию в Банске-Бистрице, обучается в университете Матея Бела на факультете гуманитарных наук.